# Les Simons
Cet article court présente un sujet plus développé dans : Sougères-en-Puisaye.
Les Simons est l'un des hameaux de Sougères-en-Puisaye. Il est situé à quelques centaines de mètres du bourg du village, à l'est.